# Nyōbō funshitsu
Nyōbō funshitsu (女房紛失, Dona perduda) és una pel·lícula japonesa muda de comèdia dirigida per Yasujirō Ozu i estrenada el 1928.
La pel·lícula i el seu guió es consideren perduts.

## Sinopsi
Comèdia lleugera sobre els alts i baixos del matrimoni, basada en una fotonovel·la publicada en una revista i guardonada amb un premi.

## Repartiment
- Tatsuo Saitō: Jōji
- Fumiko Okamura: Yumiko
- Sōichi Kunijima : Yoshiaki, el detectiu
- Shichirō Kanno : el lladre
- Takeshi Sakamoto: l'oncle
- Tokio Seki : l'assistent de Yoshiaki
- Junko Matsui : Yōko, l'esposa de Jōji
- Shigeru Ogura
- Chishū Ryū